# Асташкина, Анна Валентиновна
А́нна Валенти́новна Аста́шкина (род. 11 апреля 1980, Москва) — российская актриса театра и кино, телеведущая, режиссёр.

## Биография
Родилась 11 апреля 1980 года в Москве.
В 2003 году окончила Институт гуманитарного образования и информационных технологий (курс В. Б. Коренева и Ю. В. Клепикова), тогда же начала сниматься в кино.
В 2003—2013 годах служила в московском театре «МЕЛ» и преподавала актёрское мастерство в детских театральных студиях при театре.
В 2003 году участвовала в программе «Фигли-Мигли» канала ТНТ в качестве соведущей розыгрышей.
С сентября 2007 года вела детскую программу «Няня Аня» на канале «Бибигон» (после программа шла на телеканале «Карусель»).
В ноябре 2009 — феврале 2010 года вела на телеканале «Страна» детский проект под названием «Тётя Аня».
В августе — декабре 2010 года — одна из ведущих кулинарной рубрики «Полезные советы» в программе «Доброе утро» на Первом канале. Параллельно сотрудничала с телеканалом «Мать и дитя» как ведущая программы «Взрослые дети».
С 2011 года сотрудничает как актриса с продюсерским центром «Сенсация», занята в спектакле «День рождения кота Леопольда» (роль — Бабушка).
В 2012 году работала на телеканале «Shopping Live», а затем в качестве корреспондента на телеканале НТВ (под псевдонимом Аннушка Крутолапова) в программе «НТВ утром».
В 2012—2013 годах работала в Театре сказки «Аквамарин» под руководством Нины Чусовой.
В январе-мае 2014 года автор и ведущая детской игровой программы «Детский мир» на кабельном телеканале «НИКИ-ТВ».
С февраля 2014 года руководитель детской театральной студии «Волшебная страна» при Центре досуга «Дроздово».
В июне 2014 года окончила 8-ю Международную летнюю театральную школу СТД РФ (выпускная работа — роль судьи в спектакле Сергея Голомазова «Формалин» по пьесе Анатолия Королёва).

## Творчество

### Роли в театре

#### Театр «МЕЛ»
- «Леди Макбет Мценского уезда» Н. С. Лескова — Аксинья
- «Женитьба Бальзаминова» А. Н. Островского — Белотелова
- «Столичные любовники» В. А. Соллогуба — Оля
- «Карлсон, который живёт на крыше» А. Линдгрен — фрекен Бок
- «Королевство кривых зеркал» В. Г. Губарева — Аксал
- «Маленькая баба Яга» О. Пройслера — Румпумпель
- «Брак по-итальянски» Э. Де Филиппо — Террезина
- «Самоубийца» Н. Р. Эрдмана — Маргарита Ивановна
- «Морозко» — Пава
- «Аленький цветочек» С. Т. Аксакова — Капочка
- «Снежная королева» Е. Л. Шварца — принцесса
- «Сказка о потерянном времени» Е. Л. Шварца — волшебница, рокерша
- «Оркестр» Ж. Ануя — посетительница кафе

#### Театр «Аквамарин»
- «Золушка» Ш. Перро — мачеха Агнесса
- «Каштанка» А. Чехова — Хавронья Ивановна, свинья

#### Театр «Прямой эфир»
- «Лгунья» М. Эннекена и М. Мэйо — мисс Петиктон

### Режиссёрские работы

#### Театр «МЕЛ»
- «Наш городок» Т. Уайлдера
- «Голый король» Е. Шварца
- «Неуловимый Фунтик» В. Шульжика

#### Театральная студия «Волшебная страна»
- 2014. «У войны не женское лицо» С. Алексиевич
- 2014. «Гуси-лебеди»
- 2014. «Сказки старого сундука»
- 2015. «Госпожа Метелица»
- 2015. «Волшебный колодец» И. Токмаковой
- 2015. «Дети войны»
- 2015. «Вредные советы» Г. Остера
- 2015. «Маленькая Баба-Яга» О. Пройслера
- 2016. «Кошки! Брысь!» В. Зимина
- 2016. «Говорит Ленинград» Л. Никольской
- 2016. «Винни-Пух» А. Милна
- 2017. «Незнайка» Н. Носова
- 2017. «Апрель 1945» А. Гуркова
- 2018. «Неуловимый Фунтик» В. Шульжика
- 2018. «Человеческий коридор» А. Приставкина
- 2019. «Из дневника одной девицы» А. Чехова и Тэффи
- 2019. «Жили-были собачки» К. Сергиенко
- 2019. «Все лето в один день» Р. Брэдбери
- 2020. «Не любо — не слушай» С. Писахова
- 2021. «Театр теней Офелии» М. Энде
- 2021. «Осьминоги» Э. Успенского
- 2021. «Одна ночь» Е. Шварца
- 2021. «Дети говорят о войне»

##### Самоизоляционные спектакли
- 2020. «Сказки дедушки Корнея» К. Чуковского
- 2020. «Призадумалась я как-то»
- 2020. «Анна Франк. Страницы дневника»

##### Кино
- 2020. «50 писем к Богу» (по книге М. Дымова «Дети пишут письмо Богу»)
- 2021. «Сказки по телефону» Д. Родари

### Фильмография
- 2003 — Желанная
- 2004 — Бальзаковский возраст, или Все мужики сво…
- 2004 — Всегда говори «Всегда»
- 2004 — Папа — студентка в общежитии
- 2004 — Штрафбат — жена комдива
- 2005 — Адам и превращения Евы
- 2005 — Возвращение Мухтара 2
- 2005 — Любовь моя
- 2006 — Большая любовь
- 2006 — Солдаты-8 — продавщица в кафе
- 2006 — Точка — девушка «на точке»
- 2007 — Русская игра
- 2008 — Один из путей — Зоя
- 2008 — Универ — Катенька
- 2008 — Любовные причуды — прапорщик Дуся
- 2008 — Крем
- 2009 — Третье желание — гримёрша Людочка
- 2009 — Паутина — Баядера
- 2009 — Счастливы вместе — постоянная клиентка обувного магазина
- 2009 — Адвокат
- 2010 — Москва, Центральный округ — домработница Наташа
- 2010 — Вся правда об Еве — тётя Зина
- 2010 — Партизаны — поросёнок Пятачок
- 2010 — След — жена подсудимого
- 2011 — Дело Крапивиных — бомжиха Валя
- 2011 — Наша Russia (5-й сезон) — жена телезрителя
- 2011 — Зайцев+1 (14-я серия) — толстушка Натали
- 2011 — Солдатские сказки — Баба-медведь
- 2011 — Тонкая грань — хозяйка квартиры
- 2011 — Московский декамерон — ассистентка по актёрам
- 2011 — Август. Восьмого — начальница кухни
- 2011 — Дневник доктора Зайцевой — роженица
- 2011 — Ключи от счастья-2 — продавщица Зина
- 2011 — Бабушка на сносях — толстушка-воровка
- 2011 — Девичья охота — продавщица
- 2012 — ЧС. Чрезвычайная ситуация — няня Аня
- 2012 — Твой мир — регистраторша ЗАГСа
- 2012 — Без следа (2-я серия) — Маша, кассирша на железнодорожном вокзале
- 2012 — Тот ещё Карлосон! — повариха
- 2012 — День учителя — покупательница
- 2012 — Суд присяжных. Окончательный вердикт — барменша; повариха
- 2012 — Проснёмся вместе? — бомжиха Наташа
- 2012 — видеоклип «Азия» группы «Ногу свело!» — кастелянша Роза
- 2012 — Следствие вели… — эпизоды в нескольких сериях
- 2012 — Кухня (серия № 7) — продавщица яблок на рынке
- 2012 — Продавец игрушек — продавщица
- 2012 — Верное средство — прапорщик Наталья Ветрова
- 2013 — Студия 17 — сотрудница ЗАГСа
- 2013 — Ребёнок (короткометражный; приз за лучший короткометражный фильм Четвёртого Международного Фестиваля авторского кино «КИНОЛИКБЕЗ-4»[1]) — хозяйка
- 2013 — Мама (короткометражный) — директор
- 2013 — Долгий путь домой — продавщица пирожков
- 2013 — Пропавший без вести — Люба Трофимова
- 2013 — Розыск — соседка
- 2014 — Самара 2 — продавщица мороженого
- 2014 — 13 — соседка Гены
- 2014 — Корпоратив — Танька
- 2014 — Семейный бизнес — представительница военкомата
- 2014 — Репетиция жизни — бухгалтер
- 2014 — Кровь с молоком — невеста
- 2014 — Карпов. Сезон третий — консьержка
- 2014 — Шоколадная фабрика — повариха
- 2014 — Два отца и два сына — буфетчица
- 2014 — Заезжий молодец
- 2014 — Беспокойный участок-2 (14-я серия) — жена Артура
- 2014 — Господа-товарищи (14-я серия) — Ильинишна, торговка семечками «в кульках со стихами»
- 2014 — Неуклюжие (короткометражный) — пьянчужка
- 2014 — Восьмидесятые (69-я серия) — соседка
- 2014 — Матрёна (короткометражный) — Матрёна
- 2014 — На пороге Ильич (короткометражный) — мама
- 2014 — Капкан для Золушки (20-я серия) — продавщица в киоске
- 2014 — Ботаны (34-я серия) — буфетчица
- 2014 — Папа на вырост (4-я серия) — тётя Валя, буфетчица Ледового дворца
- 2014 — Пасечник-2 (16-я серия) — медсестра Анечка
- 2014 — Семья (короткометражный) — мать
- 2014 — Хроники ломбарда (27-я серия) — Нонна
- 2015 — Рождественская история (короткометражный) — фея
- 2015 — Купчихин пост (короткометражный) — купчиха
- 2015 — Редакция (короткометражный) — Аделаида Степановна
- 2015 — День Пандоры (короткометражный) — мама Серёжи
- 2015 — По секрету всему свету (телесериал) — Шура Матросова
- 2015 — Чудотворица Матрона Московская (1-я серия) — Настасья
- 2015 — Дельта. Продолжение (серия «Талисман») — тётка Гали
- 2015 — Весь этот джем — тётка в автобусе
- 2015 — Дед Мазаев и Зайцевы (2-я серия) — жена бухгалтера
- 2015 — ЧОП (1-я серия) — женщина в торговом центре
- 2015 — Пансионат «Сказка», или Чудеса включены — Маша
- 2015 — День смеха (короткометражный) — мама
- 2015 — Юрочка (1-я и 3-я серии) — кондукторша
- 2015 — Деньги (2-я серия) — директор МЖК
- 2015 — Девочка (короткометражный) — мама
- 2015 — Опасное приключение (короткометражный) — мама Варвары
- 2016 — Адвокат-9 (36-я серия) — Тамара Зыбина
- 2016 — Страна чудес — торговка
- 2016 — Светофор (152-я серия) — мама
- 2016 — Бедные люди (15-я серия) — санитарка
- 2016 — Пушкин — хлопушка
- 2016 — Второе зрение — техничка в медицинской клинике
- 2016 — Зоология — Света
- 2016 — Ёлки 5 — продавщица магазина
- 2017 — Волшебник — продавщица
- 2017 — След (1609-я серия) — кукольница
- 2018 — Другие — медсестра
- 2018 — Крепость Бадабер — сторожиха
- 2018 — Практика. Второй сезон — хозяйка квартиры
- 2018 — Счастья! Здоровья! — регистратор в ЗАГСе
- 2018 — Жизнь раз
- 2018 — Кем мы не станем — повариха
- 2018 — Свидетели (134-я серия) — кассир
- 2019 — Гранд — Маргарита Степановна, заведующая отделом кадров бутик-отеля Grand Lion
- 2019 — Кассирши — жена Сергея
- 2019 — Лев Яшин. Вратарь моей мечты — маляр
- 2019 — Русские горки — нянечка
- 2019 — Тест на беременность-2 — Скогорева
- 2020 — Гусар — крепостная, ведущая шоу «Модный приговор»
- 2020 — ИП Пирогова 3 — тётя невесты
- 2020 — Любовь без размера — пассажирка
- 2020 — Любовь в нерабочие недели — Тамара Григорьевна
- 2020 — Московский роман — тётка с баулами
- 2020 — Холодец (короткометражный) — пассажирка
- 2021 — Только серьёзные отношения — нянечка
- 2021 — Вертинский — торговка требухой
- 2021 — Жена олигарха — повар
- 2021 — Заговор небес
- 2021 — Ивановы-Ивановы — Светка, продавщица
- 2021 — Инсомния — соседка Антонины Троекуровой
- 2021 — Комета Галлея — секретарь суда
- 2021 — Снаряды для девочки (короткометражный) — женщина с бородой
- 2022 — Против всех — почтальон
- 2023 — Тёща — акушерка